# Heini Brüll
Heini Brüll (* 18. Februar 1924; † 24. Dezember 1990) war ein deutscher Fußballspieler, der von 1950 bis 1953 für Union/Motor Oberschöneweide in der DDR-Oberliga, der höchsten Spielklasse im DDR-Fußball spielte. Danach war er Fußballtrainer bei verschiedenen Ost-Berliner Mannschaften.

## Sportliche Laufbahn
Heinz „Heini“ Brüll gehörte zur ersten Nachkriegsgeneration, die ab 1945 den Fußballspielbetrieb in der Sowjetischen Besatzungszone wiederbelebte. Bis 1949 spielte er bei der SG Guben Mitte, zuletzt in der Landesklasse Brandenburg. Zur Saison 1949/50 wechselte Brüll in die Berliner Stadtliga zur SG Union Oberschöneweide. Nach einem kurzen Intermezzo beim SC Union 06 Berlin, dem West-Berliner Nachfolgeverein der SG Union, kehrte Brüll zu Beginn der Saison 1950/51 zur SG Union Oberschöneweide zurück. Diese war nach dem Rückzug der Ost-Berliner Mannschaften aus der Gesamtberliner Stadtliga in die DDR-Oberliga eingegliedert worden. Als einziger Unionspieler bestritt er alle 34 Punktspiele und erzielte dabei, als Stürmer aufgeboten, neun Tore. In den folgenden zwei Spielzeiten gehörte Brüll weiter zum Stammpersonal der Oberschöneweider, die nun als BSG Motor Oberschöneweide auftraten. Von den in diesem Zeitraum ausgetragenen 68 Oberligaspielen absolvierte Brüll 52 Begegnungen und kam auf weitere acht Tore. Nach der Saison 1952/53 musste die BSG Motor in die DDR-Liga absteigen. In den 26 DDR-Liga-Spielen 1953/54 wurde Brüll 22-mal eingesetzt und schoss sechs Tore. Nachdem er 1954/55 bei Motor Oberschöneweide nicht eingesetzt worden war, schloss sich Brüll im Sommer 1955 der drittklassigen Bezirksligamannschaft BSG Motor Wendenschloß in Berlin-Köpenick an. Diese wurde 1957 in BSG Motor Köpenick umbenannt und spielte auch noch 1959 in der Bezirksliga, als Brüll 35-jährig seine Laufbahn als Fußballspieler beendete.
Er hatte bereits 1958 das Training der Köpenicker übernommen und führte sie 1960 zum Aufstieg in die II. DDR-Liga, die 1955 als neue dritte Liga eingeführt worden war. 1963 verhalf Brüll seiner Mannschaft zum Aufstieg in die DDR-Liga, nachdem die II. Liga wieder abgeschafft worden war. Motor Köpenick konnte sich nur eine Spielzeit lang in der Zweitklassigkeit behaupten, schaffte unter Brüll aber den sofortigen Wiederaufstieg und konnte sich danach drei Spielzeiten in der DDR-Liga halten. Bis auf einige kurze Unterbrechungen war auch Brüll als Trainer dabei. Zur Saison 1969/70 wechselte er zum Ost-Berliner Bezirksligisten SG Lichtenberg 47. 1971 schaffte er mit der Mannschaft den Aufstieg in die DDR-Liga, in der die Lichtenberger auch noch spielten, als Brüll im Sommer 1975 zum 1. FC Union Berlin wechselte. Dort blieb er jedoch nur ein halbes Jahr und trainierte die 2. Mannschaft in der Bezirksliga. Lediglich für zwei Spieltage vor der Winterpause vertrat er den bisherigen Trainer Dieter Fietz bei der DDR-Liga-Mannschaft von Union. Nach längerer Pause tauchte Brüll im April 1978 als Übungsleiter bei der Ost-Berliner BSG Kabelwerk Oberspree auf, der er zum Aufstieg in DDR-Liga verhalf. Dort schied er im September 1978 wieder aus und übernahm den Bezirksligisten NARVA Berlin. Nach einer weiteren Pause wurde er zur Saison 1982/83 wieder als Übungsleiter bei der BSG Motor Köpenick erwähnt, die mittlerweile in der viertklassigen Bezirksklasse spielte. Danach werden keine weiteren Trainer- bzw. Übungsleitertätigkeiten erwähnt.